# Monde extérieur
Ne doit pas être confondu avec Le Monde extérieur.
Pour plus de détails, voir Fiche technique et Distribution.
Monde extérieur  est un court métrage français de David Rault sorti en 2004 sur un scénario de Michel Houellebecq et Loo Hui Phang. Le film met notamment en scène les humoristes Kad et Olivier et Melvil Poupaud. Une version DVD a été réalisée par Symbioz-Design Cinéma.

## Synopsis
Même si Antoine a réussi dans la vie, la distance qui le sépare du monde extérieur s'accroît de plus en plus. Ses amis n'y pourront rien.

## Fiche technique
- Titre : Monde extérieur
- Réalisation : David Rault
- Scénario : Michel Houellebecq et Loo Hui Phang
- Production : Symbioz-Design Cinéma
- Photographie :
- Montage :
- Décors :
- Costumes :
- Pays d'origine :  France
- Format : DV couleur
- Genre : comédie dramatique
- Durée : 10 minutes
- Date de sortie : 2004

## Distribution
- Yves Michel : Antoine
- Kad Merad : Bertrand
- Olivier Baroux : un invité
- Melvil Poupaud : Régis
- Loïse Coquelin : la caissière
- Laurent Chrétien : un client
- Yannick Dyvrande : Le voleur
- Pauline Guimard
- Philippe Dupuy